# Els crims de Haparanda
Els crims de Haparanda (títol original en suec, Vargasommar) és una sèrie de televisió sueca de thriller policíac, que es va emetre a partir del 25 de desembre de 2024 a TV 4. Està basada en la novel·la Estiu de llops (2020) de Hans Rosenfeldt, que va coescriure el guió amb Oskar Söderlund. La sèrie va ser dirigida per Jesper Ganslandt. El paper principal l'interpreta Eva Melander com la policia Hannah Wester, mentre que Eliot Sumner interpreta l'assassina russa Kat, i Henrik Dorsin fa de Thomas Wester, el marit de la Hannah. Es va estrenar al Festival Internacional de Cinema d'Estocolm el 9 de novembre de 2024. S'ha subtitulat al català per a FilminCAT.